# Wikipedia en islandés

El logotipo de Wikipedia en islandés.

Wikipedia en islandés es la edición de Wikipedia en idioma islandés, fundada el 5 de diciembre de 2003. La Wikipedia en islandés tiene más de 50 mil artículos y menos de 20 usuarios activos al mismo tiempo.
Con motivo del décimo aniversario de Wikipedia en islandés el 5 de diciembre de 2013, se llevó a cabo un simposio en la Biblioteca Nacional de Islandia. Por la misma razón, 30 fotografías tomadas como resultado de los disturbios en Austurvelli en 1949 que no habían sido vistas previamente por el público fueron escaneadas de los Archivos Nacionales de Islandia y colocadas en Wikimedia Commons. También se decidió, en relación con el establecimiento de Wikimedia Islandia, celebrando encuentros semanales de Wikipedia en el laboratorio de computación en el tercer piso de la Biblioteca Nacional de Islandia.

## Desarrollo
Desde su fundación en diciembre de 2003 hasta noviembre de 2005, el crecimiento de Wikipedia en islandés fue relativamente lento. En noviembre de 2005, se insertaron automáticamente más de 3500 artículos sobre nombres islandeses. En mayo de 2006, el número total de artículos llegó a diez mil (ver Wikipedia: Meuboisáfángar). Después de eso, hay un crecimienrono bastante grande y se alcanzan los 20 mil artículos en febrero de 2008. Se alcanzaron los treinta mil artículos en noviembre de 2010 y los cuarenta mil en el otoño de 2015. Se alcanzaron los 50 000 artículos a mediados de 2020.
Cuando se examinan los datos de actividad en la Wikipedia en islandés, resulta que los usuarios que están muy activos cada mes (con más de 100 cambios) se pueden contar con los dedos de una mano, mientras que los usuarios que están activos (con más de cinco cambios) son alrededor de 30.